# Schweinach (Windach)
Die Schweinach ist ein über 7 km langer Bach des Ammer-Loisach-Hügellandes im bayerischen Landkreis Landsberg am Lech. Nach meist nördlichem bis allenfalls östlichem Lauf mündet sie nordwestlich von Schondorf am Ammersee von rechts in die untere Windach.

## Geographie

### Verlauf
Die Schweinach entsteht auf etwa 618 m ü. NHN etwa zweihundert Meter östlich des Nigglhofs in der Teilgemarkung Oberfinning der Gemeinde Finning an der Grenze zur Nachbargemeinde Utting am Ammersee. Sie fließt anfangs nordwärts am Westrand eines Waldgebiets und wendet sich dann nach Nordosten durch diesen hindurch auf das Staatsgut Achselschwang von Utting zu.
Noch ehe sie dieses erreicht hat, fließt aus dem Süden durch den Wald ein weiterer, mit 1,2 km etwa gleichlanger rechter Quellast zu. Achselschwang berührt sie, inzwischen wieder auf Nordlauf, kurz an dessen Westseite, unterhalb fließt aus einem Waldtälchen der Schwaiggraben aus dem Westsüdwesten zu.
An der Gemeindegrenze zu Windach mündet von Süden her ein 3,0 km langer, ebenfalls Schweinach genannten Oberlauf. Auf Windacher Gemeindegrund berührt die Schweinach dann das Dorf Steinebach an seiner Ostseite, durch das ein weiterer namenloser Zufluss zumündet, wenid nachdem er am Dorfrand noch einen Fischweiher durchlaufen hat.
Nun wendet sich das Flüsschen vor dem Hechenwanger Holz nach Nordosten und fließt am Windacher Kirchdorf Hechenwang vorbei, das größtenteils rechtsseits steht; allein die Gebäude eines früheren Mühlanwesens, dessen Mühlkanal eingegangen ist, stehen links. Nach einer weiteren Strecke in freier Flur mündet nahe an einem außerörtlichen Gärtnereibetrieb just eben jenseits der Gemeindegrenze zu Schondorf am Ammersee der letzte Zufluss Moosgraben von Süden her.
Nach einem weniger als einen Kilometer langen, erstmals sehr schlingenreichen Abschnitt in einem schmalen Talwald fließt die Schweinach dann auf etwa 553 m ü. NHN von rechts in die untere Windach ein.
Die Schweinach mündet nach 7,2 km langem Lauf mit mittlerem Sohlgefälle von etwa 9 ‰ etwa 65 Höhenmeter unterhalb ihres Ursprungs beim Nigglhofs.

### Einzugsgebiet
Das Einzugsgebiet der Schweinach ist 14,9 km² groß und liegt im Naturraum Ammer-Loisach-Hügelland. Sein mit 651 m ü. NHN höchster Punkt liegt an der südlichen Wasserscheide nahe der LL 23 aus Richtung Finning nach Utting. Vor allem im südlichen Einzugsgebiet gibt es viel Wald, insgesamt etwa ein Drittel der Fläche. Im Offenland mischen sich Äcker mit Wiesen. Es gibt einige Feuchtflächen.
Im Untergrund liegen pleistozäne Schotter und Mergel, am Ostsüdostrand des Einzugsgebietes streicht ein Endmoränenzug.
Anteil am Einzugsgebiet haben nur die vier Gemeinden Finning, Utting am Ammersee, Windach und Schondorf am Ammersee.
Reihum grenzen die Einzugsgebiete der folgenden Nachbargewässer an:
- Im Südsüdwesten fließt der Kehrgraben weit oberhalb der Schweinach zur Windach;
- im Westen und Norden ist die Windach selbst das nächste Fließgewässer;
- im Osten gibt es nur kurze Zuflüsse zum Ammersee, den Abfluss des Kalkbrunnens in Schondorf sowie den Hottenbach, der über den  Fahrmannsbach in den See entwässert;
- im Südsüdosten ist der Uttinger Mühlbach ein größerer Zufluss des Ammersees, von dessen Abfluss Amper die Windach kurz nach dem See aufgenommen wird.

### Zuflüsse und Seen
Hierarchische Liste einer Auswahl der Zuflüsse und  Seen von der Quelle zur Mündung. Mit Gewässerlänge, Seefläche, Einzugsgebiet und Höhe nach der amtlichen topographischen Karte. Andere Quellen für die Angaben sind vermerkt.
Ursprung der Schweinach auf etwa 618 m ü. NHN etwa 0,2 km östlich des Nigglhofes von Finning-Oberfinning an der Gemeindegrenze zu Utting am Ammersee. Sie fließt zunächst nordwärts.
- (Anderer Quellast), von rechts und Süden auf etwa 601 m ü. NHN südwestlich und etwas oberhalb des Gutes Achselschwang von Utting am Ammersee, ca. 1,2 km und ca. 0,8 km². Entsteht auf etwa 627 m ü. NHN etwa 0,6 km nordnordöstlich des Modellflugplatzes von Oberfinning.
- Passiert auf etwa 592 m ü. NHN einen Teich am linken Ufer gegenüber Achselschwang, ca. 0,3 ha.
- Schwaiggraben, von links und Westsüdwesten auf etwa 586 m ü. NHN 0,5 km nord- und abwärts von Achselschwang, ca. 1,8 km und ca. 1,7 km². Entsteht auf etwa 614 m ü. NHN etwa 0,5 km nordwestlich des Hofes Beim Wiesmann von Oberfinning.
  -  Rechts im Mündungsdreieck liegt auf etwa 587 m ü. NHN einen Teich am linken Ufer wenig unterhalb von Achselschwang, ca. 0,1 ha.
- Schweinach (!), von rechts und Süden auf etwa 583 m ü. NHN unterhalb von Achselschwang an der Gemeindegrenze zu Windach, ca. 3,0 km und ca. 1,3 km². Entsteht auf etwa 629 m ü. NHN etwa 0,8 km nordöstlich des Modellflugplatzes von Oberfinning.
  -  Passiert auf etwa 587 m ü. NHN einen Teich am linken Ufer wenig unterhalb von Achselschwang, ca. 0,3 ha.
  -  Links im Mündungsdreieck liegt auf etwa 583 m ü. NHN einen Teich am linken Ufer wenig unterhalb von Achselschwang, unter 0,1 ha.
- (Zufluss), von links und Westen auf etwa 580 m ü. NHN bei Windach-Steinebach, ca. 2,0 km und ca. 1,9 km². Entsteht auf etwa 605 m ü. NHN südlich von Windach-Riedhof.
  -  Durchfließt auf etwa 586 m ü. NHN den weithin riedüberwucherten Egelsee[3] nordöstlich von Riedhof mit zahlreichen Kleinteichen.
  -  Durchfließt auf etwa 584 m ü. NHN einen Fischweiher am Nordrand von Steinebach, über 0,3 ha.
  - (Zufluss), von rechts und Südwesten im vorigen, ca. 1,0 km und ca. 0,7 km². Entsteht auf etwa 609 m ü. NHN östlich der Straße von Dürrhansel nach Riedhof.
    -  Durchfließt auf etwa 600 m ü. NHN einen Teich am Nordrand des Steinebacher Holzes, ca. 0,9 ha.
- Moosgraben, von rechts und Süden auf etwa 559 m ü. NHN nordöstlich von Windach-Hechenwang, ca. 1,8 km und ca. 1,5 km². Entsteht auf etwa 584 m ü. NHN westsüdwestlich des Wasserspeichers der Gemeinde Schondorf am Ammersee und verläuft bald dicht auf der Schondorfer Seite der Gemeindegrenze zu Windach.
- (Graben), von rechts und Ostsüdosten auf etwa 556 m ü. NHN, ca. 0,7 km und ca. 0,6 km². Entsteht auf etwa 569 m ü. NHN etwa 0,5 km nordwestlich des Friedhofs am Ortsrand von Schondorfer.

Mündung der Schweinach von rechts und zuletzt Süden auf etwa 553 m ü. NHN etwa 1,8 km nordwestlich der Ortsmitte von Schondorf am Ammersee  in die untere Windach. Die Schweinach ist 7,2 km lang und hat ein 14,9 km² großes Einzugsgebiet.

### BayernAtlas („BA“)
Amtliche Online-Gewässerkarte mit passendem Ausschnitt und den hier benutzten Layern: Lauf und Einzugsgebiet der Schweinach

Allgemeiner Einstieg ohne Voreinstellungen und Layer: BayernAtlas der Bayerischen Staatsregierung (Hinweise)
1. 1 2 3 4  Höhe abgefragt auf dem Hintergrundlayer Amtliche Karte (Rechtsklick).
2. ↑  Geologie nach dem Layer Geologischen Karte 1:25.000.
3. ↑  Länge abgemessen auf dem Hintergrundlayer Amtliche Karte.
4. ↑  Seefläche abgemessen auf dem Hintergrundlayer Amtliche Karte.
5. ↑  Einzugsgebiet abgemessen auf dem Hintergrundlayer Amtliche Karte.

### Sonstige
1. 1 2 3 4  Länge und Einzugsgebiet nach: Verzeichnis der Bach- und Flussgebiete in Bayern – Flussgebiet Isar, Seite 50 des Bayerischen Landesamtes für Umwelt, Stand 2016 (PDF; 2,5 MB)
2. ↑  Hans Graul: Geographische Landesaufnahme: Die naturräumlichen Einheiten auf Blatt 180 Augsburg. Bundesanstalt für Landeskunde, Bad Godesberg 1962. → Online-Karte (PDF; 4,1 MB)
3. ↑  Name des Egelsees nach Egelsee, Seite zum See auf der Website der Kreisgruppe Landbergs des Bundes Naturschutz, abgefragt am 8. Juli 2024